# Festival de Cine de Pamplona
El Festival de Cine de Pamplona celebró en 2015 su XVI edición. Manteniendo el espíritu de apoyar a los nuevos cineastas, el Festival ha crecido, han aumentado sus secciones a concurso, con la idea de convertirse en un foro de debate con la solidaridad como eje y la accesibilidad como bandera.
Se celebra durante una semana de la primera quincena de octubre.

## Origen
El Festival nació fruto de una inquietud universitaria en el año 2000 cuando Iñaki Sarasola y Pablo Rodríguez San Cipriano, estudiantes y miembros del Aula de Cine de la Universidad Pública de Navarra, acompañados de un grupo de miembros pertenecientes a la Asociación Cultural Universitaria «Foro Universitario», decidieron desafiar a la escasez de recursos y apostar por el enriquecimiento de la vida cultural de la ciudad creando y fundando Alternatif, el primer Festival de Cortometrajes de Pamplona. Durante las dos primeras ediciones, dirigidas por Iñaki Sarasola y Pablo Rodríguez San Cipriano, el Festival tuvo un gran apoyo institucional, social y privado; Unión Europea, Ayuntamiento de Pamplona, SAIDE, Loreak Mendian, Ateneo Navarro y Diario de Navarra fueron solo algunas de las instituciones y empresas que dieron impulso al festival, dedicado en exclusiva a los cortometrajes nacionales y por cuyas pantallas pasaron las primeras obras audiovisuales de Rodrigo Cortés o León Siminiani, entre otros.

## Desarrollo
Es en la tercera edición, con la incorporación al equipo gestor de los productores Dimas Lasterra e Iñaki Arrubla cuando se consolida y define el Festival en su formato y filosofía actual. El Festival de Cine de Pamplona pasó a denominarse como tal y se planteó no convertirse en uno más de los festivales de cine que se celebran cada año en España, organizando un Festival "diferente". Para ello busca un eje que actuase como motor diferenciador, y bajo este prisma elige el cine social y solidario. Podemos decir que se ha conseguido, con la incorporación de nuevas secciones. Así pues en la tercera edición se comienza por programar una muestra de cine solidario en sesiones matinales y nocturnas que se suman a la primitiva sección Alternatif.
En la cuarta edición se incluyen, además, una sección a concurso para largometrajes internacionales, Cineactiv; el concurso Creatif de guion de cortometrajes de temática social, y se hace un especial hincapié en la accesibilidad de discapacitados al Festival, adaptando salas y películas técnicamente para que puedan ser “vistas y oídas” por colectivos de discapacitados visuales y auditivos.
Si bien la base del Festival de Cine de Pamplona es, como su nombre indica, un Festival de Cine, se creó en la cuarta edición un lugar de encuentro para las ONG: con la proyección en vídeo de documentales en la sección Valor Visual; un foro abierto de debate acerca de las problemáticas sociales; una semana de educación en valores para los más jóvenes, donde poder disfrutar del mejor cine internacional y con contenidos; un nexo de unión entre el mundo del cine y de los colectivos sociales, una fiesta, un razonar, un discutir, un festival accesible, un punto de integración y de solidaridad.
Con el esfuerzo de los primeros cuatro años el prestigio del Festival de Cine de Pamplona trascendió más allá de las fronteras de Navarra, siendo elegido como uno de los 12 proyectos europeos que se presentaron en la IV Cumbre Mundial de Medios para Niños y Adolescentes, evento internacional de referencia que se organiza cada tres años y que reúne a las más relevantes entidades y personas relacionadas con los medios audiovisuales y la educación. También ha tenido la oportunidad de ser uno de los miembros fundadores de la Red Iberoamericana de Festivales de Cine para Niños y Jóvenes, exhibir muestras del Festival en lugares como el Festival Internacional de Cine para la Infancia y la Juventud de Buenos Aires o participar en la IV Reunión Preparatoria de Expertos de la RECAM (Reunión de Autoridades Cinematográficas y Audiovisuales del MERCOSUR), con el objetivo de elaborar y consensuar el Plan de Acción para la puesta en marcha del “Espacio Audiovisual de los Niños del MERCOSUR”.
En la quinta edición aparece como tal la sección Educactif que engloba la antigua muestra de cine solidario junto con todas las actividades dirigidas a la formación en valores de los más jóvenes a través del audiovisual, con una atención especial a los profesionales de la educación. Se imparten por primera vez talleres de crítica y de edición digital tanto para alumnos como para profesores consiguiendo que más de la mitad de los colegios de Pamplona y a partir del 2006 más de 8.500 alumnos participan de esta sección educativa en una u otra actividad abriéndose esta sección a toda Navarra, con sedes en Tafalla, Estella, Vera de Bidasoa, Tudela, Aoiz y Santesteban. En la edición 2008 se incorporó Alsasua.
Del mismo modo desde la quinta edición el Festival quiso sumarse al reconocimiento de actores, actrices o técnicos que han conseguido con sus desinteresadas participaciones contribuir al desarrollo del cortometraje nacional depositando su confianza en los nuevos valores. Los homenajeados hasta ahora han sido los actores Txema Blasco, Saturnino García , Antonio Dechent y Ramón Barea.
En la VI y VII ediciones las secciones a concurso se consolidaron, en algunos casos los premios crecieron, los horarios se ampliaron con más proyecciones y se pusieron en marcha secciones como “Corto a la carta” o premios como el "Cortico" al mejor cortometraje en vídeo dirigido por un navarro.

## Palmarés
El palmarés del Festival de Cine de Pamplona desde su primera edición ha sido el siguiente:
Año 2015
ALTERNATIF
- Gran Premio Alternatif: "Zarautzen erosi zuen" de Aitor Arregi
- Premio a la mejor interpretación masculina: Luis Bermejo por "Todo un futuro juntos" de Pablo Remón
- Premio a la mejor interpretación femenina: Nagore Aramburu por "Zarautzen erosi zuen" de Aitor Arregi
- Premio al mejor cortometraje navarro: "Viaje a la luna" de Asier Andueza
- Premio del Público: "Número 2: Si yo fuera Marilyn" de J C Falcón

ALTERNATIF INTERNACIONAL
- Premio Alternatif Internacional: "Listen" de Hamy Ramezan y Rungano Nyoni (Dinamarca)

CORTICO
- Premio Cortico: "De la tierra" de Eduardo Portal
- Premio del Público: "Dos tontos sobre ruedas" de Álvaro Olazarán, Pablo Olazarán y Urko Uzquiano

EDUCACTIF
- Gran Premio Educactif: "Cordelias" de Gracia Querejeta
- Premio Educactif Sensibilización: "Humaná. Alimentando las wilayas" de Xabi Luna, en colaboración con la ONG Asociación de Trabajadores y Técnicos Sin Fronteras

Año 2014
ALTERNATIF
- Gran Premio Alternatif: "Democracia" de Borja Cobeaga
- Premio a la mejor interpretación masculina: Barton Sumner Bund por "Line up" del director Alex Julià Rich
- Premio a la mejor interpretación femenina: Alicia Rubio por "De noche y de pronto" de Arantxa Echeverría
- Premio al mejor cortometraje navarro: "Los años dirán" de Andrea Jaurrieta
- Premio del Público: "El casco de Júpiter" de Diego Pérez y Chechu León

CORTICO
- Premio Cortico: "Beneath the trees" de Iker Esteibarlanda
- Premio del Público: "Spanish Ball Z" de Laura Molpeceres

EDUCACTIF
- Gran Premio Educactif: "Tryouts" de Susana Casares
- Premio Educactif Sensibilización: "Minerita" de Raúl de la Fuente

Año 2013
ALTERNATIF
- Gran Premio Alternatif: "Hotel" de José Luis Alemán
- Premio a la mejor interpretación masculina: Hovik Keuchkerian por "El otro" de Jorge Dorado
- Premio a la mejor interpretación femenina: Sonia Almarcha por "Koala" de Daniel Remón
- Premio al mejor cortometraje navarro: "Martina" de Urko Mauduit
- Premio del Público: "Huir" de Silvestre García

ALTERNATIF INTERNACIONAL
- Gran Premio Alternatif Internacional: "Death of a shadow" de Tom Von Avermaet
- Premio del Público: "Shame and glasses" de Alessando Riconda

CORTICO
- Premio Cortico: "Otra Cosa" de Laura Molpeceres
- Premio del Público: Bankpiros" de Jokin Ezpeleta

EDUCACTIF
- Gran Premio Educactif: "Elkartea" de Kote Camacho
- Premio Educactif Sensibilización: "Febrero, el miedo de los galgos" de Irene Blanquez y el colectivo SOS Galgos

Año 2012
ALTERNATIF
- Gran Premio Alternatif: "The yellow ribbon (La cinta amarilla)" de Carlos Marqués Marcet
- Premio a la mejor interpretación masculina: Rodrigo Sáenz de Heredia por "Combatidos" de Javier San Román
- Premio a la mejor interpretación femenina: Yailene Sierra por "La boda" de Marina Seresesky
- Premio al mejor cortometraje navarro: "Mi lucha" de Aitor Aspe y José María de la Puente
- Premio del Público: "Life vest under your seat (Volamos hacia Miami)" de los directores María Giráldez y Miguel Provencio

ALTERNATIF INTERNACIONAL
- Gran Premio Alternatif Internacional: "La última frontera" de Gastón Duprat y Mariano Cohn
- Premio del Público: "Kavinsky" de Daniel Schraner

CORTICO
- Premio Cortico: "Desenchufadas" de los hermanos Bernués Suárez

EDUCACTIF
- Gran Premio Educactif: "Camino a Alaska" de Gerard Molins
- Premio Educactif Sensibilización: "From the streets to the fields (De las calles al terreno de juego)" de Josep Badell y Carlos Sánchez-Llibre - Colectivo "Tomando conciencia"

Año 2011
ALTERNATIF
- Gran Premio Alternatif: "Dicen" de Alauda Ruiz de Azúa
- Premio a la mejor interpretación masculina: César Camino por "A solas"
- Premio a la mejor interpretación femenina: Pilar Castro por "Nadie tiene la culpa"
- Premio al mejor cortometraje navarro: "Basajaun y las lindes de los bosques" de Sergio Morillo
- Premio del Público: "De qué se ríen las hienas" de Javier Veiga

VALOR VISUAL
- Premio Valor Visual (mejor documental): "The green wave" de Ali Samadi Ahadi

CORTICO
- Premio Cortico: "MM Killer" de Iñaki Díaz de Rada e Iker Lanz

EDUCACTIF
- Gran Premio Educactif: "El viaje de María" de Miguel Gallardo
- Premio Educactif Sensibilización: "Hechos son amores" de Carlos Crespo - Asociación Por Los Buenos Tratos

Año 2010
Sección Alternatif: 
- Gran Premio Alternatif: "El vendedor del año" de Coté Soler
- Premio a la mejor interpretación masculina: Miguel Ángel Jenner por "La historia de siempre"
- Premio a la mejor interpretación femenina: Carmen Ruiz por "La rubia de Pinos Puente"
- Premio al Mejor Cortometraje Navarro: "Por fin en casa" de Julio Mazarico
- Premio del Público – Ateneo Navarro: "La historia de siempre" de José Luis Montesinos

VALOR VISUAL
- Gran Premio Valor Visual: "Cambio de sentido" de Sergio García de Leániz y Vicente Pérez

CORTICO
- Premio Cortico: "2 euros y 35 céntimos" de Ion Iraizoz

EDUCACTIF 
- Gran Premio Educactif: "María y yo" de Félix Fernández de Castro
- Premio Educactif Sensibilización: "Tukki, la huella ambiental" de Guillermo García Ramos - Fundación IPADE

Año 2009
Sección Alternatif: 
- Gran Premio del Festival: "The End" de Eduardo Chapero-Jackson
- Premio del Público: "Manual práctico del amigo imaginario" de Ciro Altabás
- Premio al Mejor Cortometraje Navarro: "Zombies and Cigarettes" de Iñaki San Román

Homenaje
- Álex Angulo

Premio Educactif
- "Vidas minadas" de Lluís Jené y Oriol Gispert

Premio Cortico
- "Distopía" de Jon Mikel Caballero

Año 2008
Sección Valor Visual
- Primer premio: "Bajo la capucha" de Patricio Henríquez
- Mención especial ONG: "Ya no más" de la ONG Fundación Luciérnaga

Sección Alternatif: 
- Gran Premio del Festival: "Alumbramiento" de Eduardo Chapero-Jackson
- Segundo Premio: "18 segundos" de Bruno Zacharías y Miguel López "Macgregor"
- Premio del Público: "Heterosexuales y casados" de Vicente Villanueva
- Premio al Mejor Cortometraje Navarro: "Acción-Reacción" de David Ilundáin

Sección Cineactiv
- Primer premio: "Morirse en domingo" de Daniel Gruener

Homenaje
- Mariví Bilbao

Premio Educactif
- "Pachana" de María José Esquisabel, música por Iosu Ayensa y Josi Ayensa
- "Killing bullying kissing" de Pepe Carrasco

Premio Cortico
- "Black" de Javier Urdániz

Año 2007
Sección Valor Visual
- Primer premio: "Los perdedores" de Driss Deiback
- Mención especial ONG: "Migas con menta" de la ONG Asociación Symbolo

Sección Alternatif: 
- Gran Premio del Festival: "El castigo" de Isabel Ayguavives
- Segundo Premio: "Catharsis" de Daniel Chamorro
- Premio del Público: "Proverbio Chino" de Javier San Román
- Premio al Mejor Cortometraje Navarro: "Puertas" de Roberto Goñi

Sección Cineactiv
- Primer premio: "True North" de Steve Hudson

Sección Creatif
- Primer premio: "La rueda de la vida" de Mikel Arraiz

Homenaje
- Ramón Barea

Premio Educactif
- "El lobo de los cuentos" de Daniel Lavella

Premio Cortico
- "Bad City" de Aitor Unzu

Año 2006
Sección Valor Visual
- Primer premio: "Objetivo Irak" de Rashed Radwan
- Premio Documania: "Kenia y su familia" de Lloreç Soler
- Mención especial ONG: "OMC-La batalla de Hong-Kong" de la ONG CERAI

Sección Alternatif: 
- Gran Premio del Festival: "Éramos pocos" de Borja Cobeaga
- Segundo Premio: "Nasija" de Guillermo Ríos
- Premio del Público: "Carne de neón" de Paco Cabezas
- Premio al Mejor Cortometraje Navarro: "El gran Zambini" de Igor Legarreta

Sección Cineactiv
- Primer premio: "Al otro lado" de Gustavo Loza

Sección Creatif
- Primer premio: "Sin un sentido" de Inés Quintana

Homenaje
- Antonio Dechent

Premio Educactif
- Divercine

Año 2005
Sección Valor Visual
- Primer premio: "One Shot" de Nurit Kedar
- Premio Documania: "Dentro del silencio" de Lola Robles, Mabel Cervantes y Gloria Ferreira
- Mención especial ONG: "La vida con síndrome de down" de Invest for Children

Sección Alternatif: 
- Gran Premio del Festival: "Invulnerable" de Álvaro Pastor
- Segundo Premio: "La explicación" de Curro Novallas
- Premio del Público: "Solo para Chelo" de Daniel Chamorro
- Premio al Mejor Cortometraje Navarro: "El Álbum Blanco" de Félix Viscarret

Sección Cineactiv
- Primer premio: "Próxima Salida" de Nicolás Tuozzo

Sección Creatif
- Primer premio: "Afasia, la palabra enferma" de Esteban Requejo y Coral Igualado

Homenaje
- Saturnino García

Premio Educactif
- Orson The Kid

Año 2004
Sección Alternatif: 
- Gran Premio del Festival: "Recursos humanos" de Jose Javier Rodríguez
- Segundo Premio: "Llévame a otro sitio" de David Martín de los Santos
- Premio del Público: "Mus" de Patxi Amezcua
- Premio al Mejor Cortometraje Navarro: "En el frigo" de David Ilundain

Sección Cineactiv
- Primer premio: "Nietos" de Benjamín Ávila

Sección Valor Visual
- Primer premio: "Maldita calle" de la ONG Asociación para la protección de la infancia

Sección Creatif
- Primer premio: "En el hoyo" de David Martín de los Santos

Homenaje
- Txema Blasco

Premio Educactif
- "La ventana de Lucía" del grupo de teatro Embeleco del IES Sierra de las Villas de Villacarrillo

Año 2003
Sección Alternatif: 
- Gran Premio del Festival: "El Balancín de Iván" de Darío Stegmayer
- Segundo Premio: "Final" de José Luis Montesinos
- Premio del Público: "Uno más, uno menos" de Álvaro Pastor y Antonio Naharro
- Premio al Mejor Cortometraje Navarro: "Sutura" de Daniel Castro

Sección Cineactiv
- Primer premio: "Carlos contra el mundo" de Chiqui Carabante

Sección Valor Visual
- Primer premio: "Auzolan" de la ONG Alboan

Sección Creatif
- Primer premio: "La música de Piera" de Aránzazu Ferrero

Año 2002
Sección Alternatif: 
- Gran Premio del Festival: "Nada que perder" de Rafa Russo
- Premio del Público: "El número" de Marco Besas
- Premio al Mejor Cortometraje Navarro "exaequo": "Flores" de David Ilundain y "El último cuento" de Laura Belloso

Año 2001
Sección Alternatif: 
- Primer premio: "Bamboleho" de Luis Prieto Yanguas
- Accésit: "Treitum" de Javier Ruiz Caldera
- Premio del Público: "Treitum" de Javier Ruiz Caldera

Año 2000
Categoría Realizadores Noveles: 
- Primer premio: "Cómo cultivar marihuana en 1’ y 13’’" de Diego Abad
- Accésit: "Net@dona" de Aitor Unzu
- Accésit: "Infinito" de Daniel Chamorro
- Premio Jurado Alternatif: "9’81" de Gonzalo Velasco

Categoría Jóvenes Realizadores: 
- Primer premio: "Mi Rosita" de Ángeles Diemand Hartz
- Segundo premio: "15 días" de Rodrigo Cortés
- Premio Jurado Alternatif: "Torre" de Oskar Santos
- Premio del Público: "Ruleta" de Roberto Santiago
- Mención especial premio juventud: "La traición" de Estefanía Gutiérrez